# Filmåret 2009

## Årets filmer

### 0 - 9
- 17 Again
- 18 Year Old Virgin
- 3 Idiots
- (500) Days of Summer
- 9
- 2012

### A - G
- A Perfect Getaway
- A Serious Man
- Adjö, de Gaulle
- Adventureland
- The Age of Stupid
- Agent 117: Uppdrag i Rio
- Agora
- Aliens in the Attic
- All About Steve
- Allt för min syster
- Álom.net
- Alvin och gänget 2
- American Pie Presents: Book of Love
- American Virgin
- An Education
- Antichrist
- Apan
- Avatar
- Baksmällan
- Bananas!*
- Bandslam
- Beck – I stormens öga
- Behandlingen
- Behind Enemy Lines: Colombia
- Bionicle 4: The Legend Reborn
- The Blind Side
- The Boat That Rocked
- Book of Blood
- Born of Hope
- The Box
- Brooklyn's Finest
- Brothers
- Brustna omfamningar
- Brüno
- Bröllopsduellen
- Bröllopsfotografen
- Butterfly Effect: Revelation
- The Christmas Hope
- Coco - livet före Chanel
- The Collector
- Coraline och spegelns hemlighet
- The Cove
- Crank: High Voltage
- Crazy Heart
- Crude
- The Damned United
- Dancing Trees
- Daybreakers
- Deadline
- Den fantastiska räven
- Det enda rationella
- Det regnar köttbullar
- Det stora grå
- Det vita bandet
- Dirty Diaries
- District 13: Ultimatum
- District 9
- Dogtooth
- Dorian Gray
- Drag Me to Hell
- Drottningen och jag
- Dumpa honom!
- Duplicity
- Död snö
- Ebbe – The Movie
- Echelon Conspiracy
- Emellan
- Emma
- Elkland
- En börsbubblas mörka skugga
- En enda man
- En julsaga
- En shopaholics bekännelser
- En sydfransk affär
- Enter the Void
- Exam
- Falskt alibi
- Fanboys
- Fast & Furious
- Fish Tank
- Flickan
- Flickan från ovan
- Flickan som lekte med elden
- Flickvänner från förr
- Frequently Asked Questions About Time Travel
- Friday the 13th
- Funny People
- G-Force
- G.I. Joe: The Rise of Cobra
- Green Street Hooligans 2
- Greta - Surviving Summer
- Grey Gardens
- The Grudge 3
- Göta kanal 3 – Kanalkungens hemlighet[1]

### H - N
- Hachiko – En vän för livet
- Halloween II
- Hannah Montana: The Movie
- Har du hört ryktet om Morgans?
- Harry Brown
- Harry Potter och halvblodsprinsen
- The Haunting in Connecticut
- Hemligheten
- Hitta Pappa
- Horsemen of the Apocalypse
- Hundpensionatet
- The Hunt for Gollum
- The Hurt Locker
- Huset vid vägens ände
- Hälsningar från skogen
- Hästpojken
- I Love You, Beth Cooper
- I Love You, Man
- I skuggan av värmen
- I taket lyser stjärnorna
- Ice Age 3: Det våras för dinosaurierna
- The Imaginarium of Doctor Parnassus
- Inglourious Basterds
- The International
- The Invention of Lying
- Invictus – de oövervinneliga
- It's Complicated
- Jeepers Creepers 3
- Jennifer's Body
- Johan Falk – Gruppen för särskilda insatser
- Johan Falk – Vapenbröder
- Johan Falk – National Target
- Johan Falk – Leo Gaut
- Johan Falk: Operation Näktergal
- Johan Falk – De fredlösa
- Jonsered – från vaggan till graven
- Julie & Julia
- Kenny Begins
- Knowing
- L.A. Gigolo
- La nana[2]
- Land of the Lost
- The Last Station
- Law Abiding Citizen
- Leaves of Grass
- Let's Pollute
- Linje 1 2 3 kapad
- The Lodger
- Love at First Hiccup
- Love Happens
- Luftslottet som sprängdes
- Magadheera
- Maimai Shinko to sen-nen no mahō
- Mammut
- Man tänker sitt
- Mandrake
- The Men Who Stare at Goats
- Michael Jackson's This Is It
- Min stora feta grekiska semester
- Miraklet i Lourdes
- Miss Kicki
- Monsters vs Aliens
- Moon
- Mr. Nobody
- My Bloody Valentine 3D
- Månprinsessan
- Män som hatar kvinnor
- Nasty Old People
- Natt på museet 2
- Natural Bond En Dokumentär
- New York, I Love You
- Nine (film)
- Notorious
- Nowhere Boy
- Någon annanstans
- När jag blir stor
- Närkontakt - The Fourth Kind

### O - U
- Obsessed
- Och Piccadilly Circus ligger inte i Kumla
- Old Dogs
- The Open Road
- Original
- Orphan
- Oskar, Oskar
- Oskuld
- Pelham 1-2-3 kapat
- Pettson och Findus – Glömligheter
- Polisstyrka X7
- Possession
- Powder Blue
- Precious
- Prinsessa
- Prinsessan och grodan
- Project Terzo
- Professor Layton and the Eternal Diva
- Profetia
- The Proposal
- Public Enemies
- Race to Witch Mountain
- Rampage
- The Rebound
- REC 2
- Reykjavik Whale Watching Massacre
- Road Trip: Beer Pong
- Rosa pantern 2
- S. Darko
- Saw VI
- Scen Sommarbuskis
- Scener ur ett kändisskap
- The Secret Life of Bees
- Sherlock Holmes
- Shrink
- Simon och Malou
- Skjult
- Skrapsår
- Smile of April
- Snuten i varuhuset
- Solitary Man
- Sommaren med Göran
- Sorority Row
- Soul Kitchen
- South of the Border
- Star Trek
- Stargate: Extinction
- State of Play
- The Stepfather
- Streets of Blood
- Suck
- Surrogates
- Syner
- Så olika
- Table for Three
- Taras Bulba
- Terminator Salvation
- Thick as Thieves
- Till vildingarnas land
- Transformers: De besegrades hämnd
- Trick 'r Treat
- Trubbel i paradiset
- Tsar
- Turtles Forever[3]
- The Twilight Saga: New Moon
- The Ugly Truth
- Underworld: Rise of the Lycans
- The Uninvited
- Up in the Air
- Upp

### V - Ö
- Vanvittig forelsket
- Veronika bestämmer sig för att dö
- Videocracy
- Vägen
- Wallander – Arvet
- Wallander – Cellisten
- Wallander – Hämnden
- Wallander – Kuriren
- Wallander – Läckan
- Wallander – Prästen
- Wallander – Skulden
- Wallander – Skytten
- Wallander – Tjuven
- Wallander – Vålnaden
- Watchmen
- Whatever Works
- Whip It
- Whiteout
- Wild Target
- Winnebago Man
- Wrong Turn 3: Left for Dead
- The Wolf Man
- X-Men Origins: Wolverine
- Yaya and Angelina: The Spoiled Brat Movie
- Year One
- The Yes Men Fix the World
- Young Victoria
- Zombieland
- Änglar och demoner
- Äntligen midsommar!
- Äpplet & Masken
- Örnjägarens son

## Oscarspriser(i urval)
| Kategori                  | Vinnare                                |
| ------------------------- | -------------------------------------- |
| Bästa film                | The Hurt Locker                        |
| Bästa regi                | Kathryn Bigelow (The Hurt Locker)      |
| Bästa manliga huvudroll   | Jeff Bridges (Crazy Heart)             |
| Bästa kvinnliga huvudroll | Sandra Bullock (The Blind Side)        |
| Bästa manliga biroll      | Christoph Waltz (Inglourious Basterds) |
| Bästa kvinnliga biroll    | Mo'Nique (Precious)                    |
| Bästa utländska film      | Hemligheten i deras ögon               |

För komplett lista se Oscarsgalan 2010.

## Avlidna
- 1 januari – Edmund Purdom, 84, brittisk skådespelare
- 3 januari – Pat Hingle, 84, amerikansk skådespelare.
- 9 januari – Gunnar Nielsen, 89, svensk skådespelare.
- 12 januari – Claude Berri, 74, fransk filmregissör, manusförfattare och skådespelare.
- 13 januari
  - Patrick McGoohan, 80, amerikansk-brittisk skådespelare.
  - Folke Sundquist, 83, svensk skådespelare.
- 14 januari – Ricardo Montalbán, 88, mexikansk-amerikansk skådespelare.
- 17 januari – *Anders Pontén, 74, svensk författare, journalist och skådespelare
- 24 januari – Marie Glory, 103, fransk stumfilmsskådespelare.
- 6 februari – James Whitmore, 87, amerikansk skådespelare.
- 11 februari – Albert Barillé, 88 eller 89, fransk animatör och manusförfattare.
- 16 februari – Dorothy Dean Bridges, 93, amerikansk skådespelare och poet.
- 19 februari – Tom Dan-Bergman, 84, svensk skådespelare och flygare.
- 22 februari – Howard Zieff, 81, amerikansk filmregissör.
- 26 februari
  - Ruth Drexel, 78, tysk skådespelare.
  - Leppe Sundewall, 82, svensk jazzmusiker och skådespelare.
- 3 mars
  - Åke Lindman, 81, finlandssvensk skådespelare och regissör
  - Sydney Earl Chaplin, 82, amerikansk skådespelare
- 4 mars – Horton Foote, 92, amerikansk dramatiker och manusförfattare, tvåfaldigt Oscarsbelönad.
- 7 mars –Tullio Pinelli, 100, italiensk dramatiker och manusförfattare, fyrfaldigt Oscarsnominerad.
- 8 mars – Maud Hyttenberg, 88, svensk skådespelare.
- 14 mars – Millard Kaufman, 92, amerikansk manusförfattare, skapare av figuren Mr Magoo.
- 15 mars – Ron Silver, 62, amerikansk skådespelare.
- 18 mars – Natasha Richardson, 45, engelsk skådespelare.
- 29 mars – Andy Hallett, 33, amerikansk skådespelare.
- 3 april – Elsie Albiin, 87, svensk skådespelare.
- 12 april – Marilyn Chambers, 56, amerikansk porrskådespelare.
- 14 april – Gerda Gilboe, 94, dansk skådespelare.
- 18 april – Stephanie Parker, 22, brittisk skådespelare.
- 22 april
  - Ken Annakin, 94, brittisk Oscarsnominerad regissör.
  - Jack Cardiff, 94, brittisk Oscarsbelönad cinematograf, regissör och filmfotograf.
- 25 april – Beatrice Arthur, 86, amerikansk skådespelare, känd från TV-serien Pantertanter.
- 4 maj – Dom DeLuise, 75, amerikansk skådespelare, känd från bland annat Cannonball Run
- 15 maj
  - Jack Cardiff, 94, brittisk Oscarsbelönad cinematograf, regissör och filmfotograf.
  - John-Lennart Linder, 98, svensk barn- och ungdomsboksförfattare och filmregissör.
- 20 maj – Lucy Gordon, 28, brittisk skådespelare.
- 28 maj – Terence Alexander, 86, brittisk skådespelare.
- 3 juni – David Carradine, 72, amerikansk skådespelare, känd från bland annat Kill Bill
- 10 juni – Helle Virkner, 83, dansk skådespelare.
- 25 juni
  - Farrah Fawcett, 62, amerikansk skådespelare och modell.
  - Michael Jackson, 50, amerikansk popstjärna.
- 30 juni – Jan Molander, 89, svensk regissör och skådespelare.
- 1 juli – Karl Malden, 97, amerikansk Oscars-belönad skådespelare.
- 4 juli – Brenda Joyce (skådespelare), 92, amerikansk skådespelare.
- 10 juli – Zena Marshall, 84, brittisk skådespelare.
- 23 juli – Gösta Werner, 101, svensk regissör, världens äldste regissör.
- 31 juli – Harry Alan Towers, 88, brittisk producent och manusförfattare.
- 5 augusti – Budd Schulberg, 95, amerikansk Oscarsbelönad manusförfattare.
- 6 augusti – John Hughes, 59, amerikansk filmproducent, filmregissör och manusförfattare.
- 25 augusti – Sol-Britt Agerup, 86, svensk skådespelare.
- 31 augusti – Bernt Ström, 69, svensk skådespelare, "Einar Rönn" i 90-talets Beck-filmer.
- 4 september – Allan Ekelund, 91, svensk filmproducent.
- 14 september – Patrick Swayze, 57, amerikansk skådespelare, dansare och sångare/låtskrivare.
- 16 september – Timothy Bateson, 83, brittisk skådespelare.
- 21 september – Robert Ginty, 60, amerikansk skådespelare.
- 28 september – Ulf Larsson, 53, svensk skådespelare, komiker och tv-programledare.
- 30 september – Robert S. Baker, 92, brittisk film- och tv-producent.
- 14 oktober
  - Collin Wilcox, 74, amerikansk skådespelare.
  - Lou Albano, 76, amerikansk fribrottare och skådespelare.
- 17 oktober – Rosanna Schiaffino, 69, italiensk skådespelare.
- 19 oktober – Joseph Wiseman, 91, kanadensisk skådespelare.
- 23 oktober – Lou Jacobi, 95, kanadensisk-amerikansk skådespelare.
- 11 november – Helge Reiss, 81, norsk skådespelare.
- 12 november – Stefan Feierbach, 54, svensk före detta barnskådespelare.
- 16 november – Edward Woodward, 79, brittisk skådespelare och sångare.
- 1 december – Paul Naschy, 75, spansk skådespelare.
- 3 december – Richard Todd, 90, irländskfödd brittisk skådespelare.
- 9 december – Gene Barry, 90, amerikansk skådespelare.
- 12 december – Val Avery, 85, amerikansk skådespelare.
- 17 december – Jennifer Jones, 90, amerikansk oscarsbelönad skådespelare.
- 20 december
  - Brittany Murphy, 32, amerikansk skådespelare.
  - Arnold Stang, 91, amerikansk skådespelare.

### Fotnoter
1. ↑  IMDB, läst 29 februari 2012
2. ↑  IMDB, läst 23 april 2012
3. ↑  IMDB, läst 1 mars 2012